# Profilwein

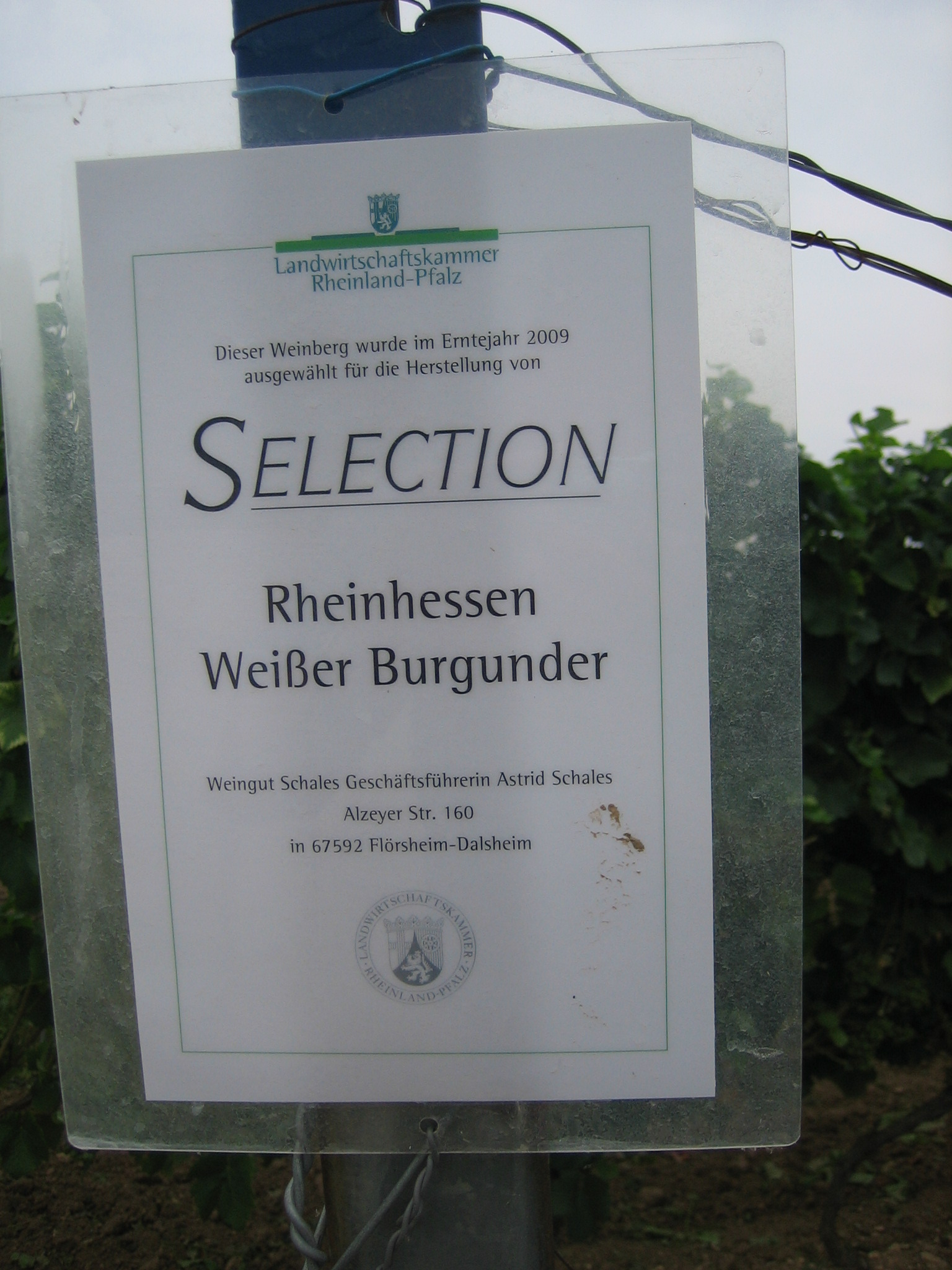
Ein für Profilwein vorgesehener Weinberg in Rheinhessen

Ein Profilwein ist ein reinsortiger Qualitätswein aus einem der Anbaugebiete Deutschlands. Er soll stilprägend sein und die Typizität für die angegebene Rebsorte in diesem Anbaugebiet repräsentieren. Er wird mit den beiden Bezeichnungen Classic und für gehobene Qualitäten mit Selection gekennzeichnet. In anderen Ländern mit Weinanbau, insbesondere denen mit terroirgeprägter Qualitätsorientierung, gibt es diese Differenzierung zu Qualitätsweinen nicht. In Frankreich beispielsweise würde idealerweise nicht ein reinsortiger Wein, sondern immer ein Cuvée eine bestimmte Weinregion repräsentieren.

## Voraussetzungen
Die Voraussetzungen für die Einstufung als Profilwein unterscheiden sich in den verschiedenen deutschen Anbaugebieten geringfügig, haben aber gemein:
- trockener Ausbau, also unter 9 g Restzucker/l
- regional typische Rebsortenbeschränkung, reinsortig
- Angaben des Jahrgangs
- erhöhtes Mindestmostgewicht
- Mindest-Alkoholgehalt
- Angabe des Erzeugers oder Abfüllers
- Anmeldung bis zu festgelegtem Stichtag bei der zuständigen Kontrollbehörde (z. B. 1. Juli des Erntejahres)

## Geschichte
Der Begriff Profilwein wurde 1984 zunächst für Silvaner in Rheinhessen von der Weinbruderschaft Rheinhessen und dem Verein Gebietsweinwerbung Rheinhessen ins Leben gerufen und inzwischen in allen 13 deutschen Weinanbaugebieten durch Umsetzung entsprechender Rechtsvorschriften zugelassen. Weine mit der Bezeichnung Selection sind seit dem Jahrgang 2000 zugelassen.

## Bewertung
Die Einführung dieses Begriffes hat zu einer wesentlichen Profilierung der einfachen Weinqualitäten in Deutschland geführt und dem Weinkonsumenten entsprechende Sicherheit gegeben. Die Kundenakzeptanz ist entsprechend hoch. Für den anspruchsvollen Verbraucher sind solch etikettierte Flaschen ein Zeichen verlässlicher Qualität.